# Govan
Govan (gael. Baile a' Ghobhainn) – przedmieście Glasgow, miasta w Szkocji, będące praktycznie jego dzielnicą. Położone na zachód od centrum, po południowej stronie rzeki Clyde. Govan jest dzielnicą przemysłową – mieści się tam między innymi stocznia. Przez Govan przebiega autostrada M8, znajduje się tam stacja kolei podziemnej. Govan jest połączone z przeciwną stroną rzeki Clyde tunelem drogowym biegnącym pod rzeką. Pętla autobusowa Govan jest punktem docelowym linii autobusowych 89 i 90 okrążających całe Glasgow.